# Radio Humor
Radio Humor je internetové rádio provozované hudebním portálem ABradio.cz. Jedná se o nejoblíbenější rádio tohoto portálu . Hlavní prostor zde dostává mluvené slovo v podobě historek a scének předních známých český i slovenských bavičů jako jsou například Vlasta Burian, Vladimír Menšík, Miroslav Donutil, Ivan Mládek nebo Zdeněk Izer a Marek Dobrodinský . 